# Sonates pour clarinette et piano de Brahms
Pour les articles homonymes, voir Sonate pour clarinette et piano.
Les deux Sonates pour clarinette ou alto et piano op. 120 sont les dernières œuvres de musique de chambre du compositeur allemand Johannes Brahms (1833-1897). Il les a écrites pendant l'été 1894 (soit trois ans avant sa mort), après avoir entendu en concert le clarinettiste Richard Mühlfeld. C'est ce même clarinettiste qui en assure avec Brahms au piano la création en novembre 1894, devant un public rassemblant notamment Clara Schumann et Joseph Joachim.
Brahms en effectue une transcription quelques mois plus tard pour l'alto (on parle parfois de Sonates pour alto et piano op. 120), un instrument dont la tessiture est finalement assez proche de la clarinette et dont Brahms a trouvé la sonorité intime parfaitement adéquate pour ces deux œuvres où n'est faite nulle place à des effets de virtuosité.
Luciano Berio a réalisé en 1986 une transcription pour orchestre de la sonate opus 120 no 1, sous forme de concerto pour clarinette ou alto dénommé Opus 120, No. 1.

## Sonate op. 120no1 enfamineur
- Allegro appassionato
- Andante un poco Adagio
- Allegretto grazioso
- Vivace

## Sonate op. 120no2 enmibémol majeur
- Allegro amabile
- Allegro appassionato avec Trio : Sostenuto
- Andante con moto : Tema con variazona ; Allegro

## Discographie
- Gervase de Peyer (clarinette) & Daniel Barenboïm (1970)
- Michel Portal (clarinette) & Georges Pludermacher
- Bruno Pasquier (alto) et Jean-Claude Pennetier
- Karl Leister (clarinette) & Gerhard Oppitz (1984)
- Gérard Caussé (alto) & François-René Duchable (1984)
- Yuri Bashmet (alto) & Mikhail Muntian (1984 & 1999)
- Nobuko Imai (alto) et Roger Vignoles (1987 Chandos)
- Michel Portal (clarinette) & Mikhaïl Rudy (1991-EMI)
- Jan Talich (alto) & Stanislav Bogunia (1995)
- Gnéri Françoise (alto) et Denis Pascal(piano)(1999)
- Kim Kashkashian (alto) & Robert Levin (2000)
- Michel Michalakakos (alto) & Martine Gagnepain (2001)
- Paul Meyer (clarinette) & Éric Le Sage (2001)
- Agathe Blondel (alto) & Irène Blondel (2004)
- André Moisan (clarinette) & Jean Saulnier (2005)
- Florent Héau (clarinette) & Patrick Zygmanowski (2007)
- Jon Manasse (clarinette) & Jon Nakamatsu (2008)
- Martin Fröst (clarinette) & Roland Pöntinen
- Raphaël Sévère : clarinette & Adam Laloum : piano Mirare (2014)
- Pascal Moraguès : clarinette & Frank Braley : piano (2019) chez le label Indesens[1]